# Chudniv
Chudniv (em ucraniano:  Чуднів, em polonês/polaco:  Cudnów, em iídiche:  טשודנאוו) é uma cidade da Ucrânia, situada no Oblast de Jitomir. Tem 10 km² de área e sua população em 2020 foi estimada em 11.497 habitantes.